# Michal Pančík
Michal Pančík (17 de dezembro de 1971) é um futebolista profissional eslovaco que atua como meia.

## Carreira
Michal Pančík representou a Seleção Eslovaca de Futebol, nas Olimpíadas de 2000. 